# Бойтце
Бойтце (нім. Boitze) — громада в Німеччині, розташована в землі Нижня Саксонія. Входить до складу району Люнебург. Складова частина об'єднання громад Даленбург.
Площа — 25,41 км2. Населення становить 347 ос. (станом на 31 грудня 2021).